# Allium euboicum
Allium euboicum — вид рослин з родини амарилісових (Amaryllidaceae); ендемік Греції.

## Поширення
Ендемік Греції — острів Евбея.